# Baia Mare
Baia Mare (in ungherese Nagybánya, in tedesco Frauenbach o anche Groß-Neustadt) è un comune della Romania di 114925 abitanti; capoluogo del distretto di Maramureș, si trova nella regione storica della Transilvania.
Il toponimo significa letteralmente Grande miniera e nasce dalla presenza di importanti risorse minerarie nella zona.
Fanno parte dell'area amministrativa anche le località di Blidari, Firiza e Valea Neagră.
La città è composta da sedici quartieri disposti circolarmente attorno al nucleo centrale.

## Storia
La posizione geografica e la presenza di importanti risorse naturali fece sì che la zona di Baia Mare venisse popolata fin dai tempi più antichi: sono state rinvenute tracce di insediamenti umani risalenti al Paleolitico superiore ed è stata evidenziata la presenza di popolazioni traciche nell'Età del bronzo.
Le prime informazioni scritte su Baia Mare parlano di un centro minerario ben sviluppato e risalgono a un documento del 1329, dove viene citata con il nome latino Rivulus Dominarum, ma le prime informazioni complete si trovano in un documento emesso nel 1347 dalla corte di Luigi I d'Ungheria nel quale si concedevano particolari privilegi alla città, mentre in un altro documento del 1411 viene citata per la prima volta la zecca di Baia Mare, una delle più antiche della Transilvania.
Il dominio della città e delle sue miniere venne trasferito nel 1446, come ricompensa per gli atti di coraggio, a János Hunyadi, nella resistenza contro l'invasione Ottomana. János Hunyadi fece iniziare la costruzione della Cattedrale di Santo Stefano, il cui campanile è tuttora un simbolo della città.
Nel 1469 Mattia Corvino emise un documento con il quale dava ai cittadini di Baia Mare il diritto di rinforzare le proprie difese costruendo alte mura munite di bastioni e fossato per difendersi da attacchi esterni; da questo rinforzo difensivo nacque l'aggiunta del termine castrum o castellum al nome della città.

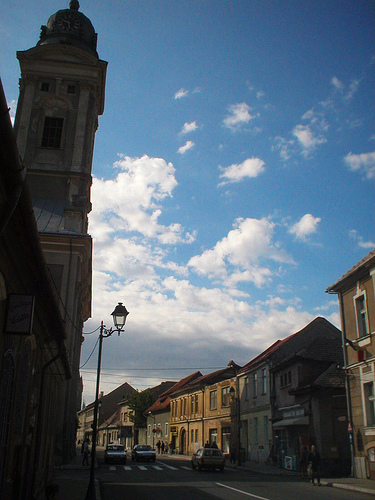
Un'immagine del centro storico

I secoli successivi videro il susseguirsi di diverse dominazioni della zona, determinato da una serie di combattimenti che deprimono il tessuto economico della città.
I Polacchi entrano temporaneamente nel 1490, poi il dominio dei Zápolya prima con Giovanni I d'Ungheria dal 1526 re d'Ungheria, già voivoda in Transilvania dal 1511 e poi suo figlio Giovanni II d'Ungheria, re nell'Ungheria orientale, successivamente i vari principi di Transilvania ed infine il ritorno all'Ungheria degli Asburgo.
In questo lungo periodo non mancarono però importanti avvenimenti culturali, come la fondazione nel 1547 della Schola Rivulina, un istituto scolastico di ispirazione Protestante Riformata destinato a rappresentare per più di due secoli il punto di riferimento per l'istruzione superiore di tutta la zona.
Dopo che la battaglia avviata nel 1703 dal fuorilegge Pintea Viteazul con l'appoggio di Francesco II Rákóczi per liberare la città dagli Austriaci non ebbe esito, questi ultimi rinforzarono il proprio dominio creando nel 1748 un Ispettorato delle Miniere, di fatto un'istituzione di supporto all'amministrazione locale per meglio controllare gli impulsi di rivolta della città.
Dopo la prima guerra mondiale, con il trattato del Trianon, e fino al secondo arbitrato di Vienna del 30 agosto 1940, la città fece parte del Regno di Romania, e durante la seconda guerra mondiale dell'Ungheria; dopo la fine della guerra, con i trattati di Parigi, tornò definitivamente a far parte della Romania.

## Catastrofe ambientale dell'anno 2000
Il 30 gennaio del 2000 avvenne una catastrofe nella città: da una miniera d'oro partì un'enorme perdita di cianuro e altri metalli pesanti che si riversarono nell'antistante fiume Someș. L'inquinamento (oltre 100 tonnellate di cianuro) raggiunse anche il Danubio e il Tibisco e provocò un'enorme moria di pesci.

## Società

### Evoluzione demografica
La popolazione della città prevalentemente rumena, ma con una non trascurabile minoranza ungherese (circa il 15%), ed una piccola comunità Rom (1,5% circa) ed altre minoranze, tedesca, ucraina ed ebrea. Quest'ultima, ammontante a circa 1 000 unità prima della Seconda guerra mondiale, si è drasticamente ridotta a causa delle persecuzioni naziste ed attualmente la comunità ebraica di Baia Mare non raggiunge le 150 unità.

## Economia
Da sempre basata soprattutto sulle risorse minerarie dell'area, spinte in particolare con forti contributi economici durante il regime comunista, l'economia di Baia Mare ha subito una forte recessione dopo la rivoluzione rumena del 1989, con il drastico ridimensionamento dell'attività estrattiva. Negli ultimi anni si è tuttavia evidenziata una buona ripresa, grazie all'insediarsi di attività industriali diversificate, spesso finanziate da capitali stranieri.
È presente uno stabilimento della Natuzzi, operativo dal 2003 e con 1003 dipendenti

## Infrastrutture e trasporti
Baia Mare è collegata alla rete autostradale tramite l'autostrada DN1C, diramazione della DN1.
Inoltre è presente, a 10 km a ovest del centro cittadino ed a sud dell'abitato di Tăuții-Măgherăuș, l'Aeroporto di Baia Mare, su cui opera la compagnia aerea TAROM con voli di linea per la capitale Bucarest, più precisamente sullo scalo di Bucarest/Otopeni, ovvero l'Aeroporto di Bucarest-Henri Coandă.

## Amministrazione

### Gemellaggi

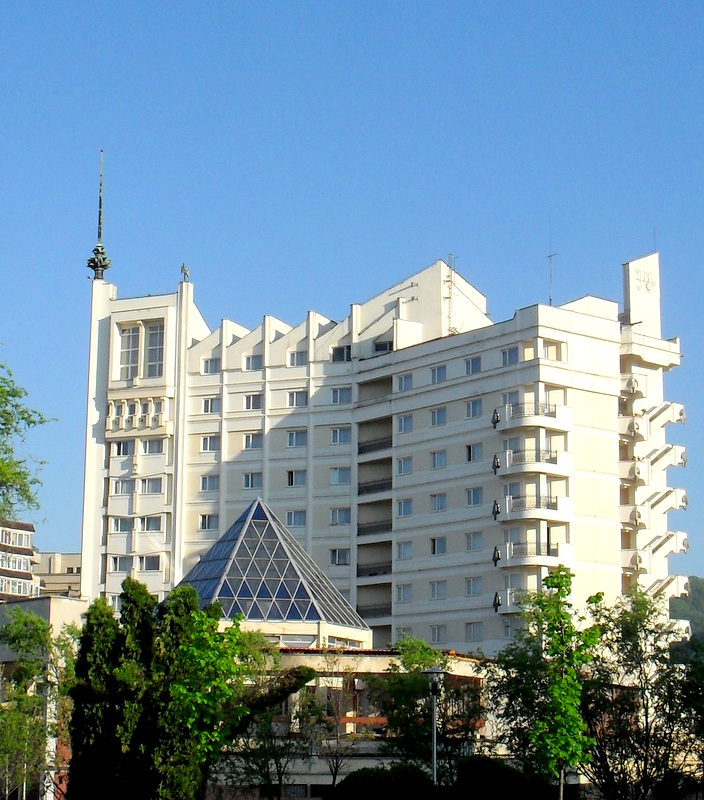

Baia Mare è gemellata con le seguenti città:
- Bielsko-Biała, dal 2001
- Hódmezővásárhely, dal 2001[4]
- Hollywood (Florida), dal 2001
- Kitwe, dal 1972
- Ivano-Frankivs'k, dal 1990
- Nyíregyháza, dal 2003
- Serino, dal 2003
- Szolnok, dal 1990
- Wels, dal 2000